# Bülach
Bülach – miasto i gmina (Politische Gemeinde) w północnej Szwajcarii, w kantonie Zurych, siedziba administracyjna okręgu (Bezirk) Bülach.

## Demografia
W Bülach mieszkają 23 624 osoby. W 2021 roku 30,2% populacji gminy stanowiły osoby urodzone poza Szwajcarią.
W poniższej tabeli zestawiono populację miasta Bülach:
| Rok      | Ludność       |
| -------- | ------------- |
| XV w.    | mniej niż 500 |
| XVIII w. | około 1,000   |
| 1836     | 1,278         |
| 1850     | 1,545         |
| 1900     | 2,175         |
| 1920     | 3,239         |
| 1950     | 4,634         |
| 1970     | 11,043        |
| 2000     | 13,999        |
| 2005     | 14,815        |
| 2006     | 15,571        |
| 2008     | 16,589        |
| 2010     | 17,478        |
| 2012     | 17,457        |
| 2022     | 23,624        |

## Współpraca
Miejscowość partnerska:
- Santeramo in Colle, Włochy

## Transport
Przez teren miasta przebiegają autostrada A51 oraz drogi główne nr 4 i nr 7.